# Hornswoggle
Dylan Mark Postl (29 de mayo de 1986) es un luchador profesional estadounidense que padece de enanismo. Actualmente trabaja como embajador para la empresa WWE bajo el nombre de Hornswoggle.
Postl destaca dentro de sus logros el hecho de ser el último Campeón Peso Crucero de la WWE en la historia.

## Carrera

### Circuito independiente
Previo a su aparición en WWE, Postl fue conocido por sus presentaciones en NWA Wisconsin como Shortstack donde ganó el Campeonato de la División X de dicha empresa. También apareció en muchas ocasiones en el AWA Wisconsin, donde tuvo varios combates, siendo los más notables los Dog Collar match.

### World Wrestling Entertainment / WWE (2006-2016)

#### 2006
Postl firmó con World Wrestling Entertainment en mayo de 2006. Es el cuarto luchador de NWA Wisconsin que firma con WWE, siguiendo los pasos de Daivari, Mr. Kennedy. Postl hizo su primera aparición en WWE, en un segmento de WWE Unlimited junto con Snitsky, Goldust y Candice Michelle. Primero participó como el compañero leprechaun del luchador irlandés Finlay en SmackDown! durante el episodio del 26 de mayo. Luego de la victoria de Finlay sobre Paul Burchill, un misterioso hombre pequeño (Postl) se escurrió desde debajo del ring y saltó sobre Burchill. Finlay trató de sacarlo, solo para tirarlo nuevamente sobre Burchill. Las siguientes semanas, todavía como alguien ni identificado, siguió apareciendo desde abajo del ring luego de las luchas. Eventualmente, el comentarista de SmackDown!, Michael Cole, comenzó a llamar Little Bastard (Pequeño Bastardo) al personaje de Postl, que fue tomado y convertido en su nombre "oficial". El otro comentarista, JBL, se rehusó a llamarlo "Little Bastard" (según JBL, "he might have parents" -"puede que tenga padres"-), llamándolo leprechaun, lo que fue confirmado por Finlay en una edición de SmackDown!.
Little Bastard pronto se volvió más y más agresivo y empezó a atacar durante las luchas de Finlay, para desgracia de él. En varias ocasiones, Finlay tiraba a Little Bastard hacia abajo del ring o se veía forzado a golpearlo después de que este ataca a un oponente. En una ocasión, Little Bastard atacó a Finlay mordiéndolo, porque este trató de pararlo en su ataque hacia Gunner Scott. Little Bastard ayudó a Finlay a ganar el Campeonato de los Estados Unidos, cuando le entregó el shillegash para dejar inconsciente al campeón Bobby Lashley. En la edición de "RAW Family Reunion", que salió al aire el 9 de octubre, un set de televisión se pudo ver debajo del ring, mostrando como Little Bastard sabía cuando era requerida su interferencia. El 1 de noviembre de 2006, WWE.com publicó un artículo llamado "Little Bastard Exposed" ("Pequeño Bastardo Expuesto). Esto fue debido a un correo electrónico enviado por un fan anónimo de la WWE, quien dijo que vio a Little Bastard en un estacionamiento de Green Bay, en la parte trasera de un carro con una mujer identificada; Little Bastard se puso furioso y se fue. El pensó en demandar a la WWE por violar su intimidad cuando fue publicada la imagen. Ha solicitado recibir una disculpa pública del comentarista Michael Cole por darle el nombre de "Little Bastard".

#### 2007

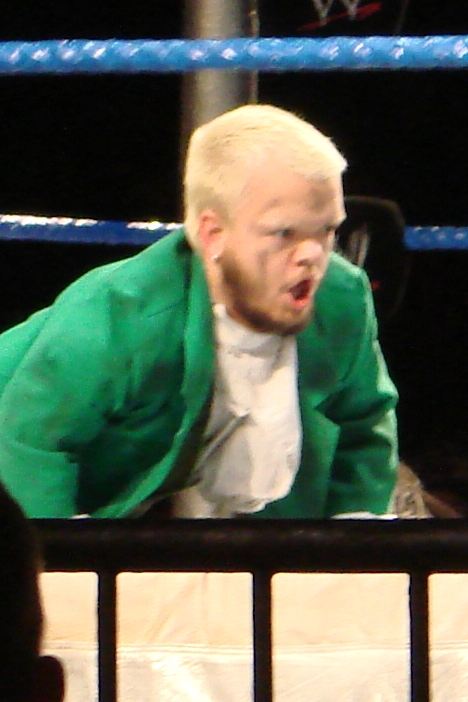
Hornswoggle saliendo de debajo del ring.

En No Way Out, Finlay y Postl vencieron a The Boogeyman y Little Boogeyman. Previo a la lucha se dio el primer momento en que Postl habló, diciendo que le asustaba la gente pequeña. Luego, esa misma semana, en Smackdown!, Little Bastard cubrió a Boogeyman con un Irish DDT (DDT Irlandés), en la revancha de No Way Out.
El 23 de febrero, su nombré fue cambiado a Hornswoggle en la web de WWE y todas las referencias al nombre "Little Bastard" fueron borradas. El cambio de nombre se hizo oficial el 2 de marzo en el episodio de SmackDown!. Postl atacó a JBL y Michael Cole. Después, Finlay intimidó a Cole y le dijo que el nombre de ese "pequeño bastardo" era Hornswoggle. A pesar de esto, Cole continúa ocasionalmente refiriéndose a Hornswoggle como "Little Bastard", como sucedió en WrestleMania 23.
El 16 de marzo, habló por segunda vez en televisión, persiguiendo a Queen Sharmell y diciendo, "Happy St. Patrick's Day! Kiss me; I'm Irish!" (¡Feliz día de San Patricio! Bésame; ¡soy irlandés!). Durante la lucha de Money in the Bank en WrestleMania 23, en la cual Finlay estaba involucrado, Mr. Kennedy golpeó a Hornswoggle con un Green Bay Plunge en una escalera cuando Hornswoggle trató de interferir. Finlay después atacó a Mr. Kennedy después de su lucha el SmackDown! siguiente y lo retó a una lucha Handicap entre el y Hornswoggle, a la hora de la lucha, Mr. Kennedy pidió disculpas por golpear a Hornswoggle. Finlay aceptó la disculpa e irónicamente formó equipo con Kennedy.
El 22 de julio de 2007 en The Great American Bash Hornswoggle ganó el Campeonato Crucero después de haber competido en el reto abierto; los otros participantes y comentadores no sabían que estaba compitiendo hasta que cubrió a Jamie Noble y ganó el título. Esto lo convirtió en el primer enano en ganar el título y en el más pequeño, liviano y joven campeón peso crucero de la historia.

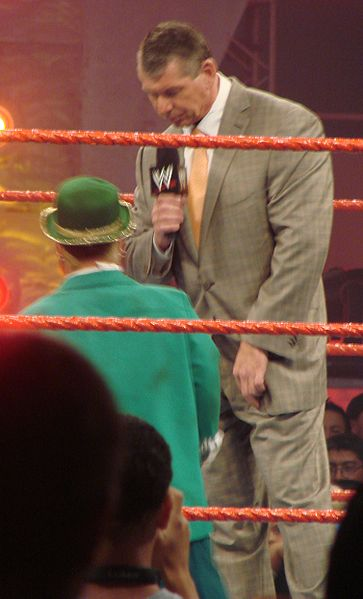
Hornswoggle con Vince McMahon durante la storyline del hijo ilegítimo.

En la edición de RAW del 10 de septiembre se reveló que Hornswoggle es el hijo ilegítimo de Mr.Mcmahon, el cual no quedó muy satisfecho. El 27 de septiembre Hornswoggle tuvo que entregar su título a petición de la gerente general de la WWE Vickie Guerrero, quien apelando a cuidar de la salud y la vida del luchador solicitó la entrega. En Survivor Series 2007 se enfrentó, por orden de su padre Vince Mcmahon, a The Great Khali, el cual le derrotó por descalificación después de que Finlay interviniera en ayuda de Hornswoggle. El 19 de noviembre de 2007 luchó contra Carlito, que le derrotó con la intervención de Finlay para ayudarle. La noche del 24 de noviembre Hornswoggle junto a Finlay le ganaron a Mark Henry. Luego apareció The Great Khali y golpeo a Finlay. El 30 de noviembre, Finlay y Hornswoggle se enfrentaron en un combate por parejas a Deuce & Domino en el que fue ganado por Hornswoggle debido a que este se subió a la tercera tras atizarle Finlay con el shillegash por intentar Deuce y Domino golpear a Hornswoggle con los cinturones. En el 15 aniversario de raw se enfrentó a The Great Khali. Perdió por la intervención de Hulk Hogan. El 31 de diciembre de 2007 peleo contra Regal el que no se atrevía a pegarle entonces Mr. McMahon encontró un puño americano en el saco de Regal y se lo dio para darle pero no se atrevió entonces hornswoggle salió corriendo Mcmahon se enfadó con Regal, al que le dio una bofetada y le ordenó retirarse de la arena.

#### 2008-2009
Postl participó en el Royal Rumble, donde se retiró tras esconderse debajo del ring y que le atraparan. Se fue junto a Finlay, que fue descalificado por ayudarle a evitar ser atacado por Mark Henry y Big Daddy V y entrar antes de tiempo. El 18 de febrero tras una agresión de JBL y Mr. McMahon se encontró ingresado. El 25 de febrero se confirmó más tarde que era hijo de Finlay y fue atacado por JBL en el hospital. Hizo su retorno en WrestleMania XXIV, ayudando a Finlay en su combate contra JBL. Hizo su regreso al ring el 18 de abril en Smackdown derrotando a Matt Striker. Participó en el King of the Ring siendo eliminado por William Regal en 19 segundos de combate.

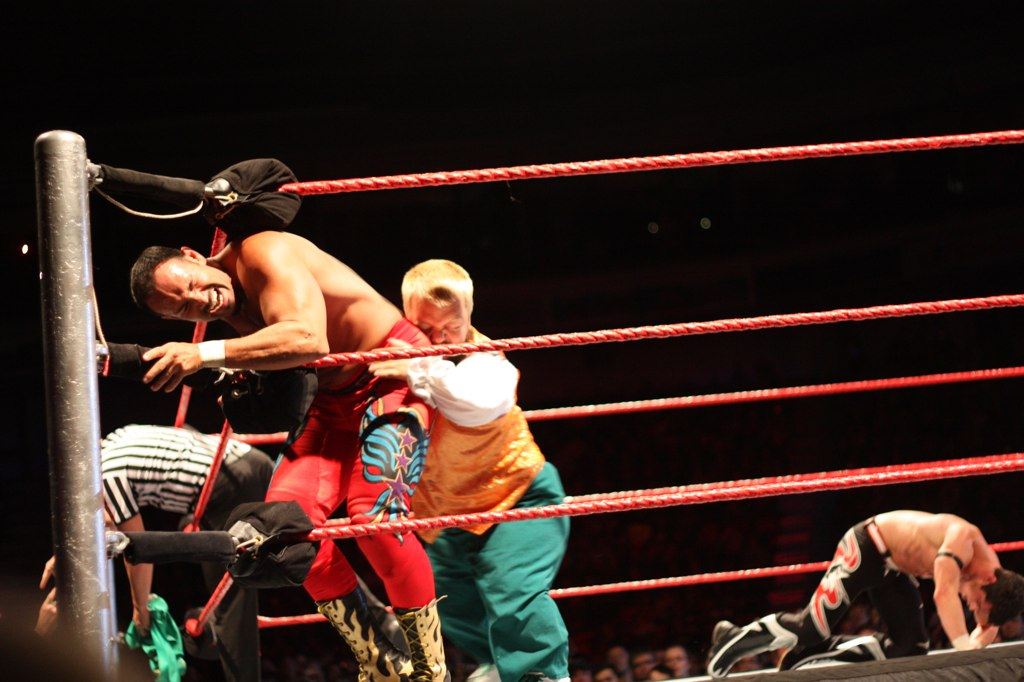
Postl en 2009, durante su feudo con Chavo Guerrero.

En el Suplemental Draft fue traspasado de Smackdown a ECW. En Night of Champions él y Finlay perdieron contra The Miz y John Morrison, perdiendo la oportunidad de ganar el Campeonato de la WWE por parejas. En The Great American Bash, Curt Hawkins y Zack Ryder consiguieron el Campeonato en Parejas de la WWE al derrotar a John Morrison & The Miz, Finlay & Hornswoggle y Jesse & Festus. Luego Hornswoggle y Finlay entraron en un feudo con Mark Henry y Tony Atlas, venciéndolos en varias ocasiones.
Postl ayudó a Finlay en Royal Rumble y en el Money in the Bank de WrestleMania XXV. En dichos combates no consiguió ganar. El 15 de abril de 2009, fue enviado a la marca RAW por el draft suplementrario. Luego en WWE Superstars se enfrentó a Big Show, pero perdió por la intervención de Goldust. Después, nuevamente en Raw, interfirió en un combate porque The Brian Kendrick insultó a Goldust por haber perdido. Entonces, Hornswoggle lo golpeó.  Después empezó un feudo con Chavo Guerrero, ganándole en todas los combates en los que se enfrentaron. El 7 de diciembre en Raw, hizo equipo con Eve Torres derrotando a Chavo Guerrero y Jillian Hall, tras la lucha fueron atacados por Chavo, pero fueron salvados por Chris Masters. El 21 de diciembre entró a formar parte de D-Generation X por una demanda que les hizo, siendo ellos obligados a que lo unieran.

#### 2010-2011
El 18 de enero en Raw, hizo equipo con Triple H y Shawn Michaels derrotando a Big Show, The Miz y Jon Heder. El 28 de marzo de 2010 en WrestleMania XXVI luchó en un Battle Royal de 26 hombres, ganándolo Yoshi Tatsu. Debido al Supplemental Draft, fue traspasado de RAW a SmackDown!. Re-debutó el 28 de mayo con Christian contra Dolph Ziggler y Chavo Guerrero ganando la lucha. En el Raw de 6 de junio fue escogido junto con The Great Khali para pelear contra los Campeones Unificados, The Hart Dynasty pero no consiguieron ganar. El 8 de octubre fue escogido como la mascota oficial del Team Smackdown en Bragging Rights. 
El 30 de enero de 2011, participó en Royal Rumble entrando con el número 23 y ayudando a John Cena y a Kofi Kingston, pero poco después fue eliminado por Sheamus. En marzo empezó como Pro en la quinta temporada de NXT apadrinando a Titus O'Neill. Durante ese tiempo se sintió enamorado (Kayfabe) de Maryse tratando de convencerla. Tiempo después comenzó una relación con AJ Lee (Kayfabe) sintiéndose celoso de Titus O'Neill ya que este tenía acciones muy románticas con AJ.
El 29 de noviembre del 2011, durante el especial de Navidad de SmackDown, ganó un Battle Royal eliminando a Sheamus. Momentos después, le pidió un deseo a Santa Claus y con ayuda de Sheamus, Hornswoggle deseó la habilidad de poder hablar. Por primera vez en la WWE, Hornswoggle habló claramente y durante el final del segmento llamó a Vickie Guerrero "abuela". Con esta habilidad de poder hablar, la semana siguiente fue el anunciador especial durante el combate de Sheamus y David Otunga.

#### 2012-2013

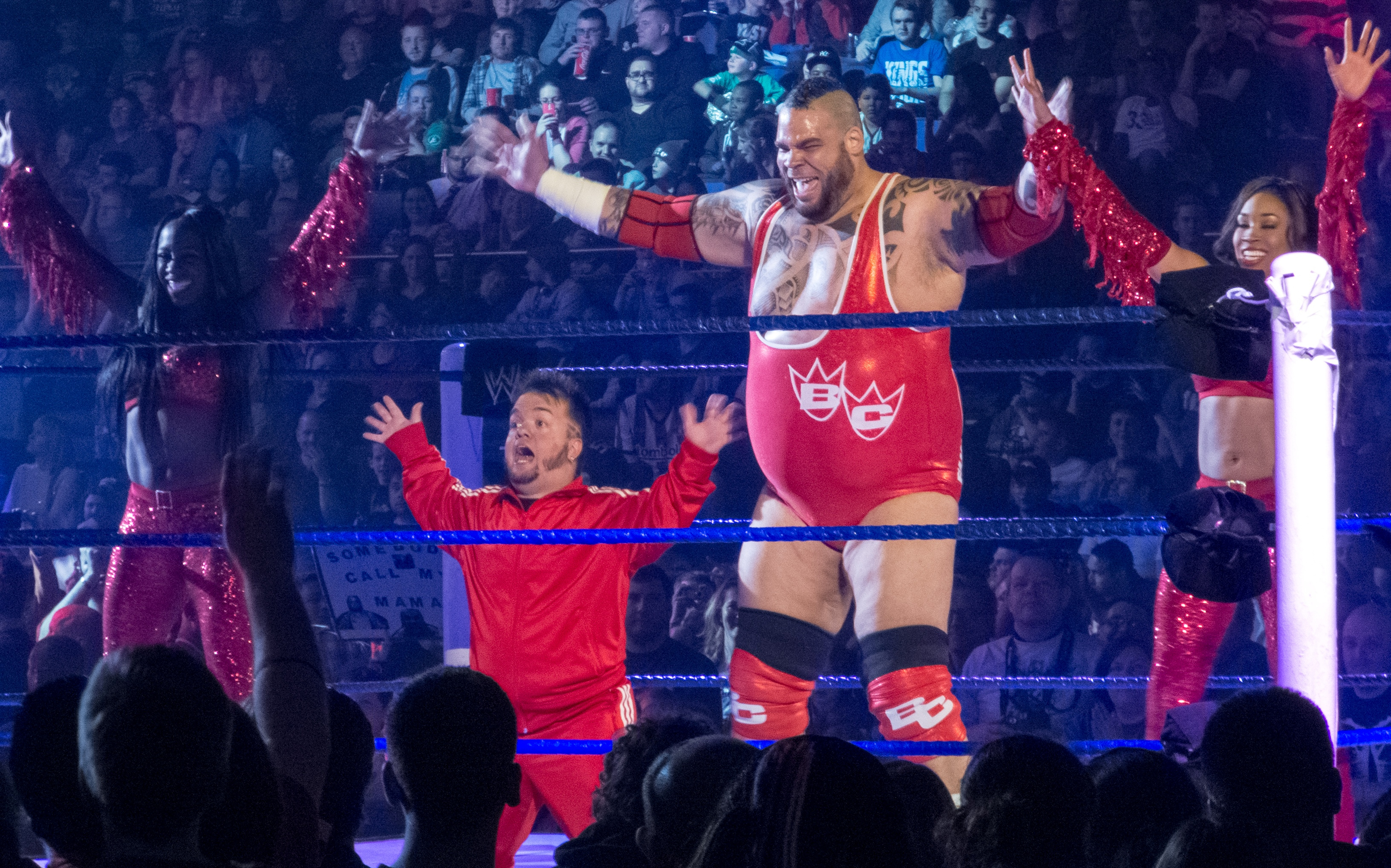
Hornswoggle bailando con Brodus Clay en 2012.

El 10 de enero en SmackDown se iba a enfrentar a Cody Rhodes, pero antes de la lucha fue atacado por este, hasta que fue salvado por Justin Gabriel, formando una alianza con él. En marzo y abril de 2012 hizo apariciones esporádicas bailando junto a Brodus Clay, Naomi & Cameron. En WrestleMania XXVIII apareció como mascota del Team Theodore Long que fue derrotado por el Team John Laurinaitis. El 23 de abril en Raw formó equipo con Brodus Clay derrotando a Jack Swagger & Dolph Ziggler. El 9 de julio en Raw se descubrió que Hornswoggle era el Gerente Anónimo de Raw y, tras esto, atacó a Santino Marella, Michael Cole & Jerry Lawler. Durante noviembre comenzó a enamorarse de Rosa Mendes llegando a enviarle anónimamente flores. En diciembre formó una alianza con The Great Khali & Natalya acompañándoles en todos sus combates y teniendo un feudo con Mendes, Primo y Epico. 
El 4 de enero en SmackDown formó equipo con Khali & Natalya derrotando a Primo, Epico & Rosa Mendes. El 11 de enero en SmackDown fue atacado por Big E, dejándolo herido. Tras esto se le vio rara vez, más acompañando a Natalya a sus luchas contra AJ Lee.

#### 2014
El 17 de marzo regreso a la TV acompañando a Sheamus a su lucha contra Titus O'Neil. El 15 de abril en Main event hizo equipo con Drew McIntyre & Jinder Mahal reemplazando a Heath Slater y volviéndose heel por primera vez desde 2007 en un combate contra Diego, Fernando & El Torito. El combate terminó sin resultado, después de que Hornswoggle y El Torito se atacasen mutuamente, empezando un feudo entre ambos. El 18 de abril en SmackDown tuvo un combate contra El Torito en el cual salió derrotado. Después de esto, exigió una revancha que se le fue dada el 21 de abril en Raw haciendo equipo con 3MB siendo derrotados nuevamente por Los Matadores y El Torito, después de que El Torito aplicase un «Go Round» a Drew McIntyre. Tras esto, exigieron otra revancha transmitida el 22 de abril en Main Event donde salió victorioso al aplicarle un «Frog Splash» a El Torito. En Extreme Rules fue derrotado por El Torito en un WeeLC match. Ambos continuaron su feudo cuando el 26 de mayo en RAW, Hornswoggle intentó quitarle la máscara a Torito, quitándole el rabo del traje de toro. Esto les llevó a un segundo combate en el Kick-off de WWE Payback de Máscara contra cabellera, donde Hornswoggle perdió el combate, siendo rapado. El 12 de junio de 2014, Drew McIntyre y Jinder Mahal fueron despedidos de la WWE, terminando 3MB, aunque siguió como el mánager de Slater. 
A finales de julio tomo actitudes de face tras convertirse en uno de Los Rosebuds (fan club de Adam Rose) dejando a Heath Slater y acompañando a este a sus luchas. El 4 de agosto en Raw apareció como el bailarín de Fandango, sin embargo, tras la lucha se unió a Layla, Summer Rae y a su rival El Torito, cambiando oficialmente a face. El 19 de agosto en Main Event a pesar de haber peleado en el pasado contra El Torito y Los Matadores, Hornswoggle se unió Los Matadores vistiendo un traje de vaca y llamándose "La Vaquita" para complementar con El Torito. Ambos formaron equipo las semanas siguiente derrotando a Heath Slater y Titus O'Neil. Pero pronto, apareció con Slater-Gator vestido de cocodrilo , con el cual ayudó a vencer a Los Matadores y a la semana siguiente fue presentado como Mini-Gator, perdiendo ante El Torito y volviendo a heel. El 10 de noviembre en Raw se convirtió en Mini-Miz, acompañó a The Miz y Damien Mizdow en su combate ante Los Matadores.

#### 2015-2016
En febrero, durante los eventos en vivo hizo equipo con Heath Slater y Fandango enfrentándose a Los Matadores, siendo derrotados en los tres combates. El 18 de agosto de 2015, hizo su regreso a la acción durante un Dark Match en Main Event derrotando a Heath Slater. El 28 de septiembre, Hornswoogle fue suspendido por 30 días por violar la polìtica de bienestar de la empresa.
Después de no aparecer en la WWE desde entonces, Postl fue despedido el 6 de mayo del 2016.

#### 2018-2019
El 27 de abril de 2018, hizo su regreso en el Greatest Royal Rumble, pero poco después fue eliminado por Tony Nese. El 27 de enero de 2019 en Royal Rumble hizo una aparición durante el Women's Royal Rumble apareciendo debajo del ring, asustando a Zelina Vega y persiguiéndola hasta el backstage.

### Circuito independiente (2016-2017)

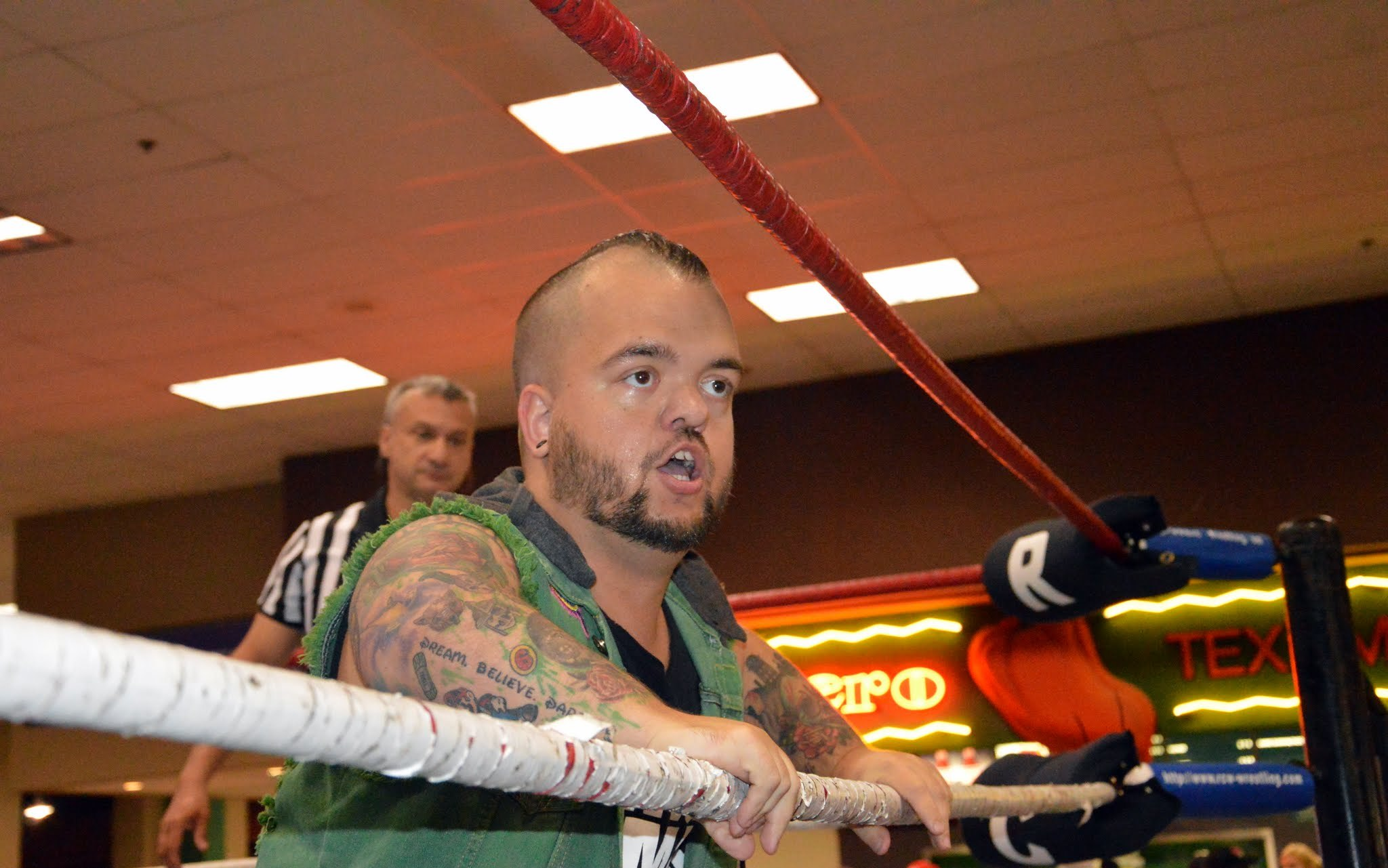
Después de que Postl fuera despedido de la WWE, trabajó en el circuito independiente.

Después de su liberación de la WWE, Postl regresó a la promoción de su ciudad natal ACW. Postl también firmó para aparecer en un programa co-promovido por Global Force Wrestling y WrestlePro bajo el nombre de ring Swoggle y debutó para la promoción el 11 de junio, enfrentándose a Brian Myers. Swoggle ganó después de que Myers derribara al árbitro y mientras el árbitro estaba en el suelo, Grim de Grim's Toy Show interfirió contra Myers con un slam completo de nelson. Swoggle hizo un salto de renacuajo sobre el incapacitado Myers y ganó por pinfall. El 6 de julio, Chikara anunció que Postl debutaría para la promoción el 23 de julio bajo el nombre de ring The Big Deal. El 30 de marzo en WrestleCon, Postl, bajo el nombre de Swoggle ring, derrotó a Grado.
Ahora participa en circuitos independientes bajo el nombre de Swoggle. El 15 de diciembre de 2016 debutó en TNA, permaneció en la empresa hasta el 13 de noviembre de 2017.

### Total Nonstop Action Wrestling / Impact Wrestling (2016–2017, 2019, 2020)
En el episodio del 15 de diciembre de 2016 de Impact Wrestling, titulado Total Nonstop Deletion, Swoggle apareció como socio de Rockstar Spud en el combate Tag Team Apocalypto. Después de encender Spud en el Tag Team Apocalypto, Swoggle se enfrentaría con Lashley , y se desmayó cuando intentó lanzar una lanza sobre Lashley. Luego aparecería en el episodio del 5 de enero de 2017 de Impact Wrestling, donde derrotaría a Rockstar Spud, lo que provocaría que Spud renunciara. El 19 de enero, episodio de Impact Wrestling , se uniría con Robbie E en un esfuerzo por perder contra Aron Rex y Spud. En el episodio del 27 de abril de Impact Wrestling , Swoggle le estaba prestando atención a Rockstar Spud y revolvió el cabello de Spud en lo que pretendía ser un truco divertido con los fanáticos; sin embargo, Spud hizo una excepción a esto y mientras perseguía a Swoggle, la situación concluyó con Swoggle corriendo por la rampa de entrada, después de perder sus pantalones (pantalones). Más tarde ese mismo espectáculo, Swoggle atacaría brutalmente a Spud usando un martillo, causando lesiones desconocidas en las piernas. El 1 de junio, Spud regresó a Impact, entrando a través de la multitud y atacando a Swoggle con un martillo, como Swoggle le había hecho. El 13 de noviembre de 2017, su perfil fue eliminado oficialmente del sitio web de Impact Wrestling confirmando su salida de la compañía. Según se informa, Swoggle nunca firmó un contrato con Impact Wrestling. 
Swoggle regresó a Impact Wrestling en Bound for Glory 2019, donde Swoggle compitió en Bound por el juego de guante de oro que ganó Eddie Edwards.
El 24 de octubre de 2020, Swoggle hizo otro regreso sorpresa a Impact Wrestling en Bound for Glory 2020, donde compitió en el Call Your Shot Gauntlet Battle Royal, que ganó Rhino. En el episodio del 27 de octubre de Impact, Swoggle ayudó a Tommy Dreamer a derrotar a Brian Myers en un combate duro al golpear a Myers con un golpe bajo. Más tarde, se anunció que Myers se enfrentaría a Swoggle en un combate en Turning Point. En el evento perdió contra Myers.
El 24 de noviembre de 2020, Swoggle apareció como AJ Swoggle, una parodia del luchador AJ Styles y derrotó a Ethan Page con la ayuda de Karl Anderson.

### Regreso a la WWE (2018, 2019, 2024-presente)
El 27 de abril de 2018, Postl regresó como rostro por primera vez desde 2018 en el evento Greatest Royal Rumble, eliminando a Dash Wilder, antes de ser eliminado por Tony Nese. El 27 de enero de 2019, Postl apareció en Royal Rumble durante el partido Women's Rumble. Permaneció debajo del ring durante la mayor parte del partido hasta que persiguió a Zelina Vega, quien pasó la mayor parte del tiempo escondida debajo del ring.
En octubre de 2024, Hornswoggle firmó un contrato de leyenda con la WWE.

### Ring of Honor (2019)
Swoggle compitió el 3 de noviembre en ROH sin autorización, disfrazado de "Mini Delirious", el socio principal de Delirious. Se desenmascaró después de que perdieron ante El Jefe Cobbo y El Villainisto, según la estipulación del partido. Esto fue transmitido por televisión el 16 de diciembre.

## En lucha
- Movimientos finales

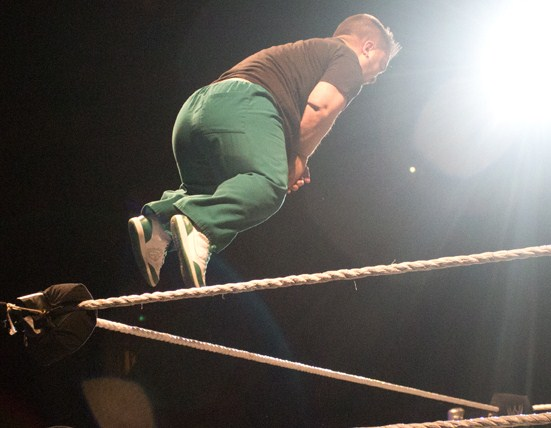
Horsnwoggle aplicando un "Tadpole Splash".

  - Sweet Chin Music (Superkick), (a la espinilla del oponente) parodiado de Shawn Michaels en su estancia en D-Generation X
  - Tadpole Splash (Frog splash)

- Movimientos de firma
  - Double stomp
  - Lepreton Bomb (Senton bomb) 2007
  - Stunner

- Apodos
  - "The World's Sexiest Midget"
  - "The Man - The Myth - The Midget"[6]

- Mánagers
  - Finlay
  - Rosa Mendes
  - AJ
  - Natalya

- Luchadores Dirigidos
  - Finlay
  - D-Generation X (Triple H y Shawn Michaels)
  - Big Show
  - Sheamus
  - Titus O'Neil
  - Zack Ryder
  - Justin Gabriel
  - Brodus Clay
  - The Great Khali
  - Heath Slater

## Campeonatos y logros
- NWA Wisconsin

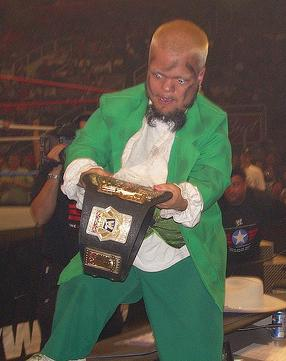
Hornswoggle como Campeón Peso Crucero de la WWE.

  - NWA Wisconsin X Division Championship (1 vez)

- World Wrestling Entertainment/WWE
  - WWE Cruiserweight Championship (1 vez)
  - RAW General Manager (1 vez)
  - Mini Royal Rumble (2008)
- Pro Wrestling Illustrated
  - PWI Debutante del año - 2007

- Wrestling Observer Newletter
  - WON Peor gimmick - 2009, Leprechaun
  - WON Peor feudo del año - 2009, vs. Chavo Guerrero